# پیترو د. ویکو
پیترو د. ویکو (انگلیسی: Pietro De Vico؛ ‏ ۱ فوریهٔ ۱۹۱۱ – ۱۰ دسامبر ۱۹۹۹) بازیگر اهل ایتالیا بود.
از فیلم‌هایی که وی در آن‌ها نقش داشته‌است می‌توان به سربازان و سرجوخه‌ها، گلادیاتور رم، به‌راستی چه بر سر بیبی توتو آمد؟، دو رقیب و کشیش متأهل اشاره نمود.